# قطار فائق السرعة في الصين
القطار الفائق السرعة هو ما كشفت الصين عن نموذج أولي له والذي تعمل عليه شركة «تشاينا رايلنغ ستوك كوربوريشن» الحكومية وتصل سرعته إلى 600 كيلومتر في الساعة، ما يعني أنه أسرع بـ241.5 كيلومتراً في الساعة من أسرع قطار يعمل في الوقت الحالي. القطار الجديد تم تصميمه لكي يسير مرتفعاً فوق مساره باستخدام التقنية الكهرمغناطيسية (ماغليف), فهو يعتمد في سيره على المغناطيس حيث أنه لا يحتوي على محركات ميكانيكية ولا يسير على سكك حديدية إذ يطفو في الهواء معتمداً على وسادة مغناطيسية. وذكر رئيس فريق تطوير القطار الجديد، لصحيفة «تشينغداو ديلي» الصينية، دينغ سانسان، إنه وبالنظر إلى السرعة الفائقة للقطار، فإن الرحلة على متنه أسرع من السفر بالطائرة في ظروف معينة. وأضاف المهندس سانسان إن الرحلة من بكين إلى شنغهاي والتي تستغرق أربع ساعات ونصف الساعة بالطائرة، يمكن قطعها خلال ثلاث ساعات ونصف تقريباً بواسطة قطار ماغليف الجديد.